# Brabants-Nederlands Nederlands-Brabants Handwoordenboek
In het Brabants-Nederlands Nederlands-Brabants Handwoordenboek zijn grote delen van de woordenschat van het Brabants vastgelegd. Het woordenboek is samengesteld door hoogleraar Jos Swanenberg en uitgegeven door Nieuwe Uitgevers B.V./Europese Bibliotheek. De uitgave uit 2015 betreft een herziening van een vier jaar eerder verschenen editie.

## Beschrijving
Dit woordenboek beschrijft de taalkundige tradities in delen van de provincie Noord-Brabant. De inhoud van dit handwoordenboek is toegewijd aan de woordenschat van de betreffende dialecten. Het omvat meer dan 4.300 woorden die worden beschouwd als opmerkelijke, herkenbare, humoristische, of anderszins interessante termen binnen de Brabantse dialecten.
De dialectwoorden zijn voorzien van betekenisomschrijvingen en een label dat de woordsoort aangeeft. Ook is aan de dialectwoorden een gebiedsaanduiding toegevoegd, hiermee wordt aangegeven waar in de provincie Noord-Brabant deze woorden lokaal in gebruik zijn.